# Шевцы (Новосанжарский район)

Шевцы (укр. Шевці) — село,
Полузорский сельский совет,
Новосанжарский район,
Полтавская область,
Украина.
Код КОАТУУ — 5323484609. Население по данным 1987 года составляло 10 человек.
Село ликвидировано в 2008 году.

## Географическое положение
Село Шевцы находится в 3-х км от левого берега реки Полузерка,
на расстоянии в 1,5 км от сёл Полузорье и Белокони.
По селу протекает пересыхающий ручей с запрудой.

## История
- 2008 — село ликвидировано[1].